# Premio Miguel González Garcés
El Premio de poesía Miguel González Garcés fue instituido en 1991 por la Diputación Provincial de La Coruña. Desde la edición de 2000 la convocatoria es bienal. Pueden optar al premio todas las personas de cualquier nacionalidad que no resultaran premiadas en ediciones anteriores y que presenten una obra escrita en lengua gallega. Las obras son de tema libre y con una extensión no menor a 300 versos.

## Ganadores
- 2020:XX Premio (Ex aequo)
  - Guadalupe Gómez Arto, Silabario da peste
  - Daniel Asorey Vidal,Contra natura
- 2018: XIX Premio
  - Eli Ríos, Ningunha tortilla é mala
  - Accésit: Silvia Penas, Suministro
- 2016: XVIII Premio
  - Lorena Conde Martínez, Entullo
  - Accésit: Non se adxudicou
- 2014: XVII Premio
  - Carlos Penela, Arte de fuga.
  - Accésit: Baldo Ramos, Cartografía do exilio.

- 2012: XVI Premio
  - Ramón Neto, As lavandas adáptanse a todo erro de navegación.
  - Accésit: Ledicia Costas, Satén.

- 2010: XV Premio
  - Manuel Darriba, Os indios deixaron os verdes prados.
  - Accésit: Non se adxudicou

- 2008: XIV Premio
  - Eduardo Estévez, construcións.

- 2006: XIV Premio
  - Medos Romero, O pozo da ferida.
  - Accésit: Lino Braxe, Alaridos dunha civilización humana.

- 2004: XII Premio
  - Miguel Anxo Fernán-Vello, Capital do corpo.
  - Accésit: Noel Blanco Mourelle, Mecánicas celestes.

- 2002: XI Premio
  - Román Raña, Eloxio da desorde
  - Accésit: Lino Braxe, O longo día acaba

- 2000: X Premio
  - Manuel Álvarez Torneiro, Campo segado.
  - Accésit: Non se adxudicou

- 1999: IX Premio
  - Xosé María Álvarez Cáccamo, Vocabulario das orixes.
  - Accésit: Xesús Rábade Paredes, Os dedos nos loureiros.

- 1998: VIII Premio
  - Manuel Álvarez Torneiro, Luz de facer memoria.
  - Accésit: Ramón Caride Ogando, Xeografías do sal.

- 1997: VII Premio
  - Ramiro Fonte, Mínima moralidade.
  - Accésit: Eduardo Estévez, Só paxaros sairon desta boca.

- 1996: VI Premio
  - Estevo Creus, Areados.
  - Accésit: Xosé Miranda, Carozo azul.

- 1995: V Premio
  - Marta Dacosta, Pel de ameixa.
  - Accésit: Xosé Manuel Vélez, Contra saudade.

- 1994: IV Premio
  - Paulino Vázquez, Un áspero tempo de caliza.
  - Accésit: Antón Dobao, Caderno dos dereitos e das horas.
  - Accésit: Helena Villar Janeiro, Festa do corpo.

- 1993: III Premio
  - Xulio López Valcárcel, Memoria de agosto.
  - Accésit: Domingo M. Tabuyo, Manual de urxencias e retornos.

- 1992: II Premio
  - Luz Pozo Garza, Prometo a flor de loto.
  - Accésit: Manuel Álvarez Torneiro, As voces consagradas.

- 1991: I Premio
  - Xavier Rodríguez Baixeras, Visitantes.